# ジョック・ステイン
ジョン “ジョック”・ステイン（John 'Jock' Stein CBE, 1922年10月5日 - 1985年9月10日）は、スコットランドのサッカー選手および監督。元スコットランド代表監督、元セルティックFC監督（1965年 - 1978年）である。

## 経歴
現役時代はセンターバックとして活躍し、1956年に足首のケガで引退。セルティックでは通算148試合に出場し、2得点を記録した。
1960年にダンファームリン・アスレティックFCで監督歴をスタートし、1965年にセルティックの監督に就任。1965-1966シーズンから1973-1974シーズンにかけてリーグ記録の9連覇を達成。特に1966-1967シーズンには、イギリス勢初となるUEFAチャンピオンズカップ（現UEFAチャンピオンズリーグ）優勝を果たすと共に、リーグ戦とスコティッシュカップも優勝しトレブルを果たすと、スコティッシュリーグカップも優勝し4冠を達成した。1970年に大英帝国勲章を受勲した。
1978年にスコットランド代表監督に就任し、1982 FIFAワールドカップ出場を果たした。しかし1986 FIFAワールドカップヨーロッパ予選の最終戦、勝てばオーストラリア代表との大陸間プレーオフ進出が決まるアウェーでのウェールズ戦で、決勝のPKを獲得したときに心臓発作に襲われ、急死した。その後、アシスタントコーチだったアレックス・ファーガソンが監督を引き継いだ。また当時のスコットランド代表の10番が、後のセルティック監督でスコットランド代表監督を務めたゴードン・ストラカンであった。
セルティックFCのホームスタジアム、セルティック・パークの西側スタンドは「ジョック・ステイン・スタンド」と名付けられている。

## 獲得タイトル

### 指導者時代
ダンファームリン・アスレティック
- スコティッシュカップ：1回 (1960-61)

セルティック
- リーグ：10回 (1965-66, 1966-67, 1967-68, 1968-69, 1969-70, 1970-71, 1971-72, 1972-73, 1973-74, 1976-77)
- スコティッシュカップ：8回 (1964-65, 1966-67, 1968-69, 1970-71, 1971-72, 1973-74, 1974-75, 1976-77)
- スコティッシュリーグカップ：6回 (1965-66, 1966-67, 1967-68, 1968-69, 1969-70, 1974-75)
- UEFAチャンピオンズカップ：1回 (1966-67)